# Raffaella Memo
Raffaella Memo (Venezia, 27 ottobre 1964) è un'ex canottiera italiana.

## Biografia
Nata a Venezia nel 1964, cresciuta nel vivaio della Reale Società Canottieri Querini, a 19 anni ha preso parte ai Giochi olimpici di Los Angeles 1984, nel quattro di coppia, insieme ad Alessandra Borio, Antonella Corazza (in sostituzione di Paola Grizzetti), Donata Minorati e alla timoniera Roberta Del Core, chiudendo in sesta posizione con il tempo di 3'21"48.